# Свети Марко Ефески
Марко Евгеник, митрополит Ефеса (1437-1445), антилатински богослов и светитељ, рођен је у Константинопољу 1394. године, a умро у Константинопољу 23. јуна 1445; празнује се 19. јануара / 1. фебруара. Луј Пти указује на 1391. или 1392. као на годину његовог рођења, док више аутора указује на 1444. као годину смрти. 

Евгеников отац Георгије био је учитељ, ђакон и ризничар цркве Аја Софија. На крштењу дечак је добио име Манојло. Након очеве смрти студирао је у Константинопољу код Јована Хортазменоса (реторику) и Георгија Плитона (филозофију и математику). Године 1420. постаје монах на острву Антигона (Принчевска острва) и добија име Марко; две године касније враћа се у престоницу, где је ступио у Мангански манастир и био рукоположен за свештеника.

Кратко пре Фераро-фирентинског сабора Евгеник је постао митрополит Ефеса. Присуствовао је сабору као један од водећих византијских богослова, заступајући крајње негативну грчку позицију у односу на латинска учења о Светом Духу (Филиокве) и о чистилишту. Био је једини грчки делегат који је одбио да потпише акт о Унији између цркава Рима и Константинопоља (1439). По повратку у Ефес преко Константинопоља, заточен је на острву Лимнос (1440-1442).

Марка Евгеника су истовремено критиковали као ускогрудог противника Уније и хвалили као бескомпромисног и доследног бранитеља саборног хришћанског предања. Православна црква га је канонизовала као светитеља 1456. године. Житије Марка Ефеског написао је његов брат Јован Евгеник. На српском је објављено у преводу архимандрита Јустина Поповића.

У својим бројним богословским делима Евгеник брани Паламизам и антилатинску позицију о „филиокве“ и „чистилишту“. Сачувано је и неколико његових беседа, као и писма, хагиографије и химне. Уобичајена је подела на рана дела (настала око 1430), дела из периода Фирентинског сабора (1438-1440), и посланице (1440-1442). Има и његових дела која до данас нису објављена.